# Fortaleza de Santa Engracia
La fortaleza de Santa Engracia era un fuerte de campaña destinado a la defensa del importante paso del desfiladero de Pancorbo. Está situado sobre los montes Obarenes en el término municipal de la población de Pancorbo en la provincia de Burgos, Castilla y León (España). La defensa de este estratégico paso se completaba con el fuerte de Santa María situado al otro lado del paso.
Los días 15, 16 y 17 de mayo de 2011 se celebró la I Recreación Histórica de la toma del fuerte Santa Engracia.

## Historia

### Construcción
La decisión de construir el fuerte de Santa Engracia surgió al estallar la guerra de la Convención contra Francia en 1793. Se temía una posible invasión del ejército revolucionario y se estimó la necesidad de construir una fortaleza en los montes Obarenes que protegiese la entrada hacia Castilla. El 9 de agosto de 1794 el ministro de Guerra firmaba una Real Orden encargando la construcción de la fortaleza al Capitán General de Castilla la Vieja, don Bernardo de Tortosa. Inmediatamente el capitán general se trasladó a Pancorbo con los ingenieros Miguel de Hermosilla y Antonio Benavides para elegir la ubicación de la fortaleza.
El 3 de septiembre comenzaba la construcción bajo la dirección del ingeniero jefe coronel Fermín de Rueda.  Las obras fueron complejas, debido a la necesidad de una ejecución rápida de las obras (se estaba en plena guerra), al poco dinero (la construcción completa costó 15 millones de reales), las inclemencias meteorológicas, y las dificultades de logística para acoger de la noche a la mañana a la cantidad ingente de obreros y soldados que llegó a Pancorbo.  Las obras concluyeron en 1797.
Una vez terminado, el complejo defensivo contaba con capacidad para 3.575 personas, espacios para hospitales, almacén de ropa, cocina, despensa, polvorines y aljibes para el agua necesaria para la guarnición. La tropa estaba formada -al estilo del siglo XVIII- por voluntarios y por quintas escogiendo un hombre de cada cinco en cada pueblo. Pero también había levas entre vagabundos, todos ellos bajo el mando de un cuerpo de oficiales.

### Guerra de Independencia
La fortaleza fue tomada por el mariscal francés Moncey el 10 de marzo de 1808. Desde entonces quedó en manos francesas hasta que tras la batalla de Vitoria quedó aislada una guarnición de 700 franceses en los fuertes de Santa María y de Santa Engracia, a ambos lados del desfiladero de Pancorbo. El duque de Wellington ordenó conquistarlos con varios miles de hombres.  El fuerte de Santa María fue tomado el 28 de junio de 1813, mientras que el de Santa Engracia se rindió el día 30 al general Enrique José O'Donnell.  Esta acción se conoce con el nombre de Sitio de Pancorbo.

### Destrucción
En 1820 el gobierno del Trienio Liberal decidió reparar la fortaleza para recuperar su función militar. Pero tres años después, el 23 de abril de 1823, los Cien Mil Hijos de San Luis la arrasaron para evitar que se acantonasen tropas liberales en ella. Desde entonces dejó de tener función militar y ya no se volvió a usar, ni siquiera durante las guerras carlistas. Se da la circunstancia de que el propio mariscal Moncey que la había tomado en 1808 comandaba parte del ejército que la arrasó.

## Edificación
La fortaleza se distribuye sobre una plataforma alargada situada en el punto más alto de los montes Obarenes.  Se trata de una Plaza de Armas defendida por un complejo de bastiones:
- Frente de las Navas, al norte.
- Frente de San Nicolás, al este.
- Frente de San Bernardo y Frente de San Sebastián, al sur.
- Frente de San Carlos, al oeste.  Este flanco constituye la posición más elevada y mejor defendida del fuerte.  Está formada por varias estructuras: Baluarte de las Baterías de Jesús; Baluarte de las Ánimas; Frente de San Bartolomé; la Tenaza de Santa Orosia; y revellín y Batería de San Fermín.

Como complemento defensivo a este cuerpo central, y defendiendo los accesos, se sitúan otros elementos defensivos:
- Frente Bureba, Baterías Alta y Baja del Calvario y Batería de San Roque, al norte.
- Baterías de Santiago y Santa Marta, al sur.
- Y en la vertiente occidental los pequeños fuertes de San Luis, Morete y Santa Cruz, unidos entre sí y al cuerpo central por un sistema de cambios cubiertos.

## Telégrafo óptico
La fortaleza de Santa Engracia tuvo una importancia clave en el sistema de comunicaciones mediante telégrafo óptico ideado en España en el siglo XIX. En la provincia de Burgos aún se conservan restos, en diversos estados de conservación, de las numerosas torres que se construyeron para comunicar el centro de la península con el norte. La fortaleza de Santa Engracia fue la posición 32 de la Línea de Castilla.